# Karel Šmíd (novinář)
Karel Šmíd (14. října 1943, Praha – 21. července 2015, Praha) byl český novinář, fotoreportér a publicista, autor několika divadelních a rozhlasových her, zakladatel časopisu Čtení pod lavici. Spoluvytvářel komiks Pepík Hipík, byl organizátorem Majáles v roce 1965.

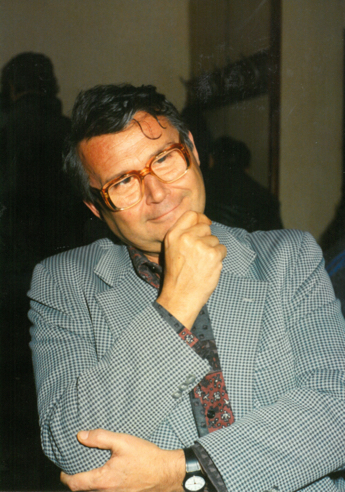
Karel Šmíd

## Život
Narodil se v Praze v rodině akademického malíře Karla Šmída. Vystudoval Filosofickou fakultu University Karlovy v Praze.
Při studiích na Universitě Karlově pracoval od roku 1961 v redakci časopisu Universita Karlova. V letech 1964 až 1965 se podílel na založení časopisu Student, ve kterém pak od roku 1965 působil jako zástupce šéfredaktora. V roce 1965 byl členem organizačního výboru Majáles '65, na kterém byl korunován králem a krátce poté sesazen básník Allen Ginsberg.
Roku 1968 přešel jako zástupce šéfredaktora do redakce Mladého světa a v roce 1969 spoluzakládal časopis Čtení pod lavici, kde působil jako šéfredaktor, a pro který s Rudolfem Křesťanem a Karlem Hvížďalou připravili komiks Pepík Hipík, kreslený Kájou Saudkem. V roce 1972 nastoupil do časopisu Tvorba a v roce 1976 se stal zástupcem šéfredaktora časopisu Svět v obrazech. Pro Svět v obrazech psal reportáže z celého světa a jako fotoreportér se v osmdesátých letech účastnil summitů USA – SSSR s Ronaldem Reaganem a Michailem Gorbačovem. V devadesátých letech založil vlastní vydavatelství, ve kterém vydával např. cestopisný magazín Terno revue, časopisy pro křížovkáře atd. V roce 2014 začal publikovat své články na on-line blogu.

## Publikace
- Jak jsem je viděl (Odeon 1989) – kniha výběru karikatur jeho otce akademického malíře Karla Šmída

## Tvorba
- Ty kluku zkažená – divadelní hra (1963), divadlo Skradipo, scénář: Karel Šmíd, P. Feldstein, K. Křesťan
- Pepík Hipík – komiks (1969), scénář: Karel Šmíd, Karel Hvížďala, Rudolf Křesťan, kresba: Kája Saudek
- Šatnář – rozhlasová hra (1978), spoluautor P. Markov